# 宇都宮家庭裁判所
宇都宮家庭裁判所（うつのみやかていさいばんしょ）は、栃木県宇都宮市にある日本の家庭裁判所の一つで、栃木県を管轄している。略称は、宇都宮家裁（うつのみやかさい）。真岡、大田原、栃木、足利に支部を置いている。
本庁・支部はいずれも宇都宮地方裁判所の本庁・支部、簡易裁判所が併設されている。

## 所在地
- 本庁：栃木県宇都宮市小幡1丁目1-38  北緯36度33分46秒 東経139度52分30.9秒 / 北緯36.56278度 東経139.875250度
東北新幹線、山形新幹線、JR東北線、烏山線、日光線 宇都宮駅下車 西口から作新学院・日光・大谷方面行きバス乗車（乗車時間約15分）裁判所前停留所下車
東武鉄道宇都宮線 東武宇都宮駅下車 徒歩10分
- 真岡支部：栃木県真岡市荒町5117-2　北緯36度26分30.9秒 東経140度0分55.2秒 / 北緯36.441917度 東経140.015333度
真岡鐵道真岡線 真岡駅下車 徒歩20分
JR東北線 石橋駅下車 西口から真岡方面行きバス乗車（乗車時間約40分）荒町停留所下車 徒歩3分
- 大田原支部：栃木県大田原市中央2丁目3-25　北緯36度51分56.4秒 東経140度1分23.4秒 / 北緯36.865667度 東経140.023167度
JR東北線 西那須野駅下車 東口から大田原営業所行きバス乗車（乗車時間約15分）裁判所前下車
- 栃木支部：栃木県栃木市旭町16-31　北緯36度22分42.1秒 東経139度44分11.6秒 / 北緯36.378361度 東経139.736556度
JR両毛線、東武鉄道宇都宮線、東武日光線 栃木駅下車 北口から徒歩20分
- 足利支部：栃木県足利市丸山町621　北緯36度20分20.3秒 東経139度27分30.3秒 / 北緯36.338972度 東経139.458417度
JR両毛線 足利駅下車 北口から徒歩10分

## 管轄
- 本庁
  - 宇都宮市、鹿沼市、日光市、さくら市（旧氏家町）、那須烏山市、下野市（旧南河内町）、河内郡上三川町、塩谷郡高根沢町
- 真岡支部
  - 真岡市、芳賀郡益子町、茂木町、市貝町、芳賀町
- 大田原支部
  - 大田原市、矢板市、那須塩原市、さくら市（旧喜連川町）、塩谷郡塩谷町、那須郡那須町、那珂川町
- 栃木支部
  - 栃木市、小山市、下野市（旧石橋町、旧国分寺町）、下都賀郡壬生町、野木町
- 足利支部
  - 足利市、佐野市

※ただし、行政事件及び真岡・大田原の各支部の合議事件・少年事件は本庁で、足利支部管内の合議事件は栃木支部でそれぞれ取り扱う。

## 取扱件数
2019年（平成31年/令和元年）の取扱件数（本庁のみ、単位：件）
| 区分 | 区分 | 家事審判 | 家事調停 | 人事・通常訴訟 | 少年保護 |
| ---- | ---- | -------- | -------- | -------------- | -------- |
| 受理 | 旧受 | 178      | 403      | 59             | 81       |
| 受理 | 新受 | 4,208    | 947      | 46             | 419      |
| 受理 | 総数 | 4,386    | 1,350    | 105            | 500      |
| 既済 | 既済 | 4,147    | 903      | 59             | 427      |
| 未済 | 未済 | 239      | 447      | 46             | 73       |

## 歴史
1949年（昭和24年）1月1日に、宇都宮地方裁判所内にあった家事審判所と、前橋少年審判所が管轄していた栃木県分の機能と権限を継承し、宇都宮家庭裁判所が設置された。

### 歴代所長
（カッコ内は異動先）
- 吉井直昭（1986年 - 1987年 神戸地方裁判所長）
- 古館清吾（1987年 - 1989年 定年退官）
- 畔柳正義（2002年12月 - 2005年11月 定年退官）
- 青栁馨（2005年11月 - 2007年2月 東京高等裁判所部総括判事）
- 橋本和夫（2007年2月 - 2009年5月 依願退官）
- 田中亮一（2009年5月 - 2011年12月  定年退官）
- 近藤壽邦（2011年12月 - 2014年7月  定年退官）
- 今泉秀和（2014年7月 - 2016年4月　定年退官）[4]
- 竹内民生（2016年4月 - 2018年7月　定年退官）[5]
- 岩井伸晃（2018年7月 - 2019年7月 東京高等裁判所部総括判事）[6]
- 小野瀬厚（2019年7月 - 2020年10月 東京高等裁判所部総括判事）[7]
- 後藤健（2020年10月 - 2022年9月 裁判所職員総合研修所長）[8]
- 手嶋あさみ（2022年9月 - 2023年6月 東京高等裁判所部総括判事）[9]
- 山田真紀（2023年6月 - 現職)

※2018年7月以降は宇都宮地方裁判所長を兼務